# بني رضوان
قرية بنى رضوان هي إحدى القرى التابعة لمركز بنى سويف في محافظة بني سويف في جمهورية مصر العربية. حسب إحصاءات سنة 2006، بلغ إجمالي السكان في بنى رضوان 3150 نسمة، منهم 1587 رجل و1563 امرأة.